# Giulio Brunetti
Giulio Brunetti (Bologna, 1979) è un attore italiano.

## Biografia
Ha iniziato a lavorare giovanissimo in vari spot pubblicitari e ha fatto il suo debutto cinematografico a 20 anni nel film Tifosi, regia di Neri Parenti. I suoi primi lavori televisivi sono Turbo, regia di Antonio Bonifacio, e Sei forte, maestro, regia di Ugo Fabrizio Giordani e Alberto Manni, entrambi in onda  nel 2000.
Nel 2006 è protagonista, nel ruolo di Federico II, del film Il giorno, la notte. Poi l'alba, regia di  Paolo Bianchini, nelle sale nel 2007.

## Filmografia

### Cinema
- Tifosi, regia di Neri Parenti (1999)
- La via degli angeli, regia di Pupi Avati (1999)
- Lavorare con lentezza, regia di Guido Chiesa (2004)
- Il giorno, la notte. Poi l'alba, regia di Paolo Bianchini (2007)

### Televisione
- Turbo – serie TV, episodio 1x4 (2000)
- Le cinque giornate di Milano – miniserie TV, 2 puntate (2004)
- L'ispettore Coliandro: Il giorno del lupo – serie TV, episodio 1x1 (2006)
- Crimini – serie TV, episodio 1x3 (2006)

### Pubblicità
- Fiat Punto (1999)